# Crystal Blockchain
Crystal Blockchain is een in Amsterdam gevestigd bedrijf voor blockchain-analyse dat wereldwijd samenwerkt met wetshandhavingsinstanties en financiële instellingen.
Crystal heeft kantoren in London, USA, Dubai, en een R&D centrum in Kyiv, Oekraïne.

## Geschiedenis
Crystal Blockchain werd in 2018 door de Bitfury Group ontwikkeld en gelanceerd als een blockchain-analyseproject.
In januari 2019 werd het als zelfstandig bedrijf afgesplitst met Bitfury als moederbedrijf en ging het verder onder de naam Crystal Blockchain Analytics (ook bekend als Crystal). Tegelijkertijd lanceerde het zijn hoofdproduct, Crystal Expert en benoemde Marina Khaustova tot CEO.
Crystal werkt met internationale merken zoals Coinspaid en biedt risicobeheer en naleving van regels bij transacties.
In 2020 tekende het Ministerie van Digitale Transformatie van Oekraïne een overeenkomst met Crystal Blockchain om het virtuele asset monitoring-initiatief van de regering te kick-starten.
In december 2020 kondigden het analyticsbedrijf FICO en Crystal Blockchain een partnerschap aan om banken monitoring- en risicobeheerdiensten te bieden met betrekking tot de cryptocurrency-business.
In 2022 heeft Crystal Blockchain de Oekraïense Cyberpolitie geholpen bij het sluiten van meer dan 50% van haar openstaande fraudezaken met betrekking tot cryptocurrency.
In oktober 2022 introduceerde het Crystal-team nieuwe functionaliteit in testfase die het mogelijk maakt om VASP (Virtual Asset Service Provider) controles uit te voeren.

## Lidmaatschappen
Crystal is lid van de volgende organisaties:
- De Anti-Human Trafficking Intelligence Initiative (ATII)
- De Global Anti-Scam Alliance (GASA)
- De International Association for Trusted Blockchain Applications (Internationale Vereniging voor Vertrouwde Blockchain-toepassingen)
- CryptoUK
- De Crypto Market Integrity Coalition (CMIC)
- GDF